# Lisa Goes Gaga
"Lisa Goes Gaga" er den 22. og sidste episode af den 23. sæson af tegnefilmen, The Simpsons. Episoden blev udsendt af Fox i USA den 20. maj 2012. I episoden besøger Lady Gaga Springfield, hvor alle indbyggerne er blevet deprimerede. Episodens hovedperson er Lisa Simpson, der måske er den mest deprimerede i byen. Lady Gaga skal undervise hende i, hvad glæde er. I august 2011 blev det afsløret, at Lady Gaga skulle gæsteoptræde i showet som sig selv.